# Open Diputación 2001
L'Open Diputación 2001 è stato un torneo di tennis facente parte della categoria ATP Challenger Series nell'ambito dell'ATP Challenger Series 2001. Il torneo si è giocato a Cordova in Spagna dal 6 all'11 agosto 2001 su campi in cemento.

## Vincitori

### Singolare
Jarkko Nieminen ha battuto in finale  Paul-Henri Mathieu con il punteggio di 6–4, 2–6, 6–3

### Doppio
Jordan Kerr /  Grant Silcock hanno battuto in finale  Emilio Benfele Álvarez /  Michaël Llodra con il punteggio di 6–3, 5–7, 6–3